# Monta in sella figlio di...!
Monta in sella figlio di...! è un film del 1972 diretto da Tonino Ricci.

## Trama
Un cieco di nome Dean Madison si mette i guanti sull'oro di un ladro, ma non può farcela da solo, assumendo il quartetto di soldati di ventura per aiutarlo.